# Fibblor

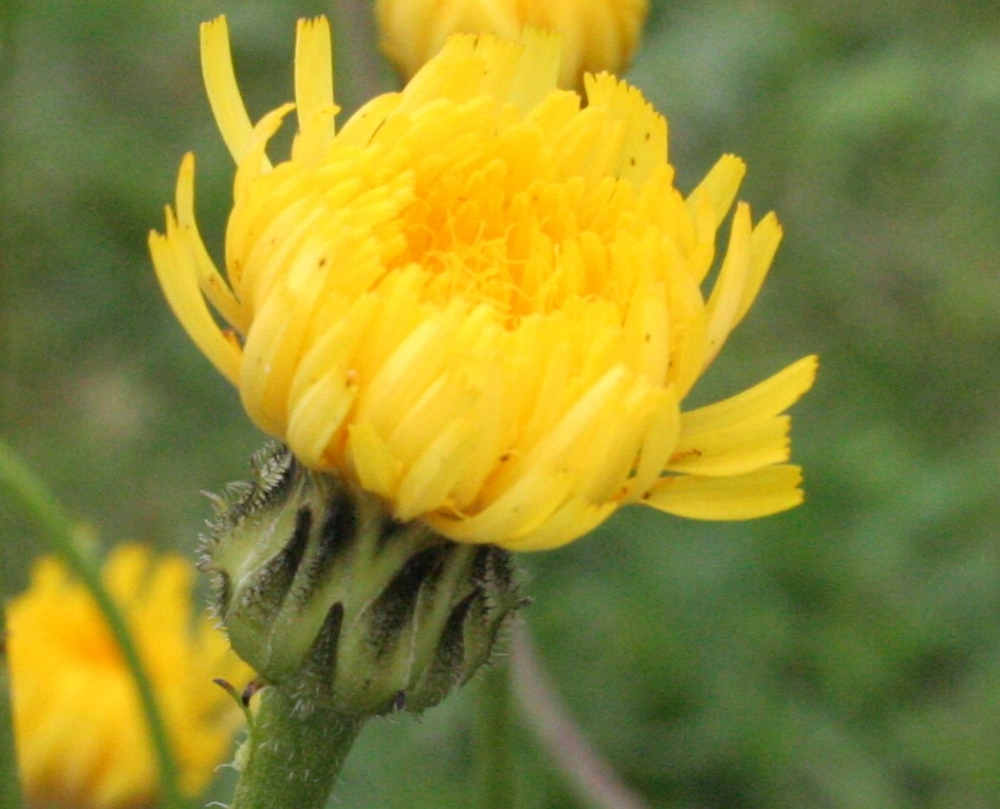
Slåtterfibbla (Hypochoeris maculata).

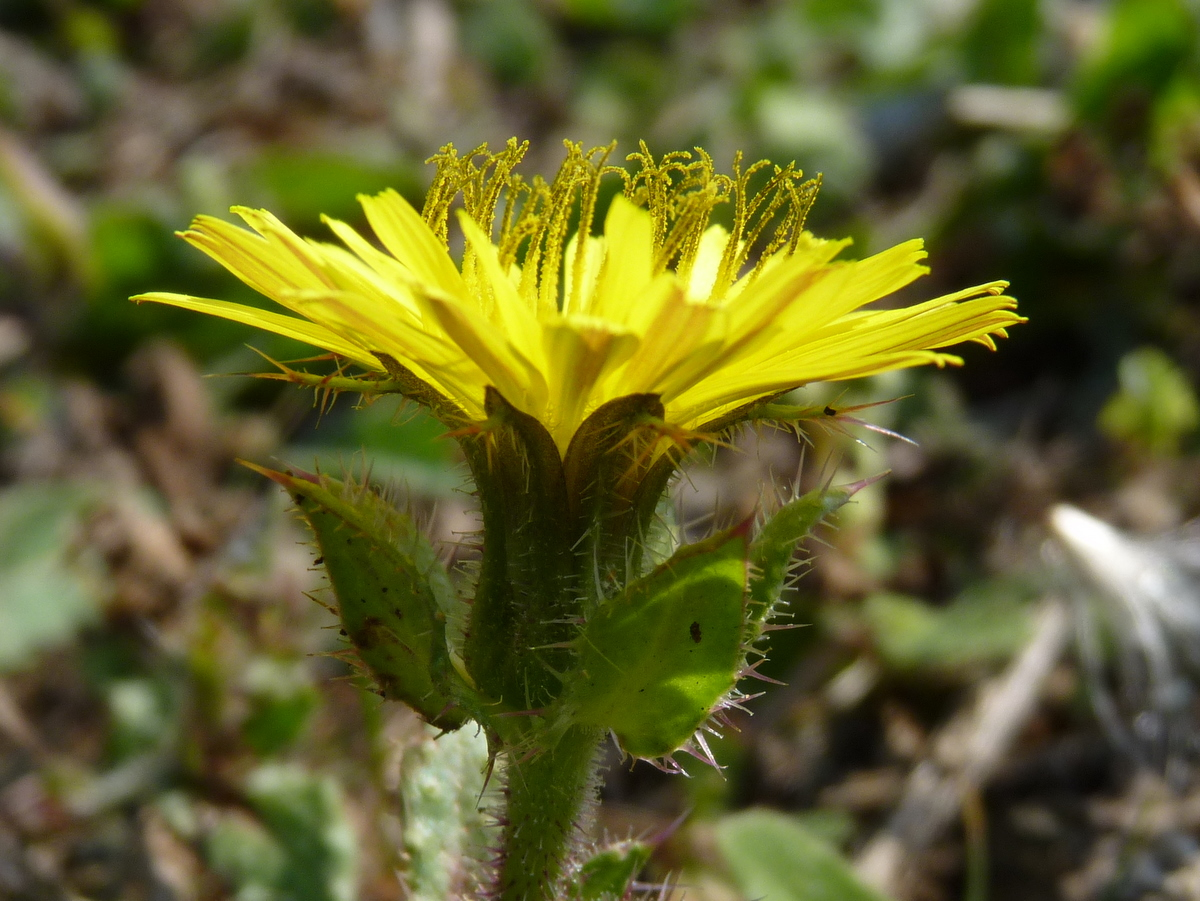
Klofibbla (Picris echioides).

Fibblor är arter i flera släkten av korgblommiga växter. Det gemensamma draget är att blomkorgens alla blommor är tunglika.

## Släkten
I bland annat följande växtsläkten har en eller flera arter 'fibbla' som del av artnamnet.
- Gräsfibblesläktet (Catananche), gräsfibblor[2]
- Hökfibblesläktet (Hieracium)[3]
- Fibblor[4]/Klofibblesläktet (Crepis)[5]
- Klubbfibblesläktet (Arnoseris)[6]
- Kronfibblesläktet (Hyoseris)[3]
- Lejonfibblesläktet (Leontodon)[7]
- Risfibblesläktet (Chondrilla)[5]
- Rörfibblesläktet (Hedypnois)[3]
- Skäggfibblesläktet (Tolpis)[8]
- Slåtterfibblesläktet (Hypochaeris, även Hypochoeris)[3]
- Solfibblesläktet (Andryala)[6]
- Stinkfibblesläktet (Aposeris)[6]
- Stjärnfibblesläktet (Rhagadiolus)[9]
- Strävfibblesläktet (Picris)[10]
- Stångfibblesläktet (Pilosella)[10], stångfibblor[11]
- Taggfibblesläktet (Scolymus)[12], taggfibblor[13]

## Etymologi
Benämningen fibbla (äldre: fibla) finns belagt i skrift sedan 1638. Carl von Linné pratade om blomgruppen 1745. I vissa dialekter har fibblor omnämnts som fibler. Ordet jämförs av SAOB med norska dialektala ord för ängsull (fivel) och maskros (fibl); ängsull heter på isländska fifa. Ordet kan vara besläktat med fjun och borde[källa behövs] då syfta på blomkorgens "ulliga" fröspridningsstadium.